# Julien Tournut
Julien Tournut est un footballeur français né le 2 juillet 1982 à Nancy. 
Formé à l'AS Nancy-Lorraine, il évolue actuellement[Quand ?] au poste de défenseur central au F91 Dudelange, club avec lequel il a réalisé un doublé coupe-championnat du Luxembourg en 2012 et disputé plusieurs rencontres de Ligue des champions.

## Carrière
| Saison      | Club                           | Division     | Championnat | Buts |
| 2001 - 2002 | AS Nancy-Lorraine ( France )   | CFA          | 20          | 0    |
| 2002 - 2003 | AS Nancy-Lorraine ( France )   | D2           | 5           | 0    |
| 2002 - 2003 | AS Nancy-Lorraine ( France )   | CFA          | 18          | 1    |
| 2003 - 2004 | AS Nancy-Lorraine ( France )   | D2           | 0           | 0    |
| 2003 - 2004 | AS Nancy-Lorraine ( France )   | CFA          | 1           | 0    |
| 2004 - 2005 | AS Nancy-Lorraine ( France )   | D2           | 2           | 0    |
| 2004 - 2005 | AS Nancy-Lorraine ( France )   | CFA          | 9           | 1    |
| 2005 - 2006 | Yverdon-Sport FC ( Suisse )    | Super League | 4           | 0    |
| 2006 - 2007 | USL Dunkerque ( France )       | CFA          | 22          | 0    |
| 2007 - 2008 | Red Star Waasland ( Belgique ) | D2           | ?           | ?    |
| 2008 - 2009 | Red Star Waasland ( Belgique ) | D2           | ?           | ?    |
| 2009 - 2010 | K Lierse SK ( Belgique )       | D2           | 3           | 0    |
| 2010 - 2011 | Red Star Waasland ( Belgique ) | D2           | 6           | 1    |
| 2011 - 2012 | F91 Dudelange ( Luxembourg )   | D1           | 18          | 1    |

## Palmarès
- Vainqueur de la Coupe du Luxembourg : 2012
- Championnat du Luxembourg : 2012
- Championnat de Belgique de Division 2 : 2010
- Championnat de France de Ligue 2 : 2005